# Notoplites drygalskii
Notoplites drygalskii is een mosdiertjessoort uit de familie van de Candidae. De wetenschappelijke naam van de soort is, als Scrupocellaria drygalskii, voor het eerst geldig gepubliceerd in 1914 door Kluge.